# Carlos Aparicio Vedia
Carlos Aparicio Vedia (Viña Pampa, Bolivia; 16 de enero de 1982) es un abogado, político y diplomático boliviano que ocupó altos cargos diplomáticos siendo el embajador de Bolivia en Perú desde el 4 de febrero de 2021 hasta el 26 de marzo de 2024 así como también fue embajador de Bolivia en Italia desde el 5 de enero de 2018 hasta el 16 de noviembre de 2019. Durante su carrera política, Carlos Aparicio comenzó siendo asambleísta constituyente uninominal desde el año 2006 hasta 2007 para la redacción de la nueva constitución política del estado y luego fue también diputado nacional uninominal desde el año 2010 hasta 2015, asimismo se desempeñó después en el cargo de viceministro de seguridad ciudadana de Bolivia desde el 9 de septiembre de 2015 hasta el 1 de septiembre de 2017 durante el tercer gobierno del presidente Evo Morales Ayma.

## Biografía
Carlos Aparicio nació el 16 de enero de 1982 en la localidad de Viña Pampa, en el municipio de Sucre. Comenzó sus estudios primarios en 1988 y los secundarios en 1996, saliendo bachiller el año 1999 en su ciudad natal.
Durante su vida laboral ocupó el cargo de relacionador comunitario en la compañía logística de hidrocarburos de Bolivia. Fue también coordinador departamental de autonomías del departamento de Chuquisaca.

## Vida política
En 2003, a sus 21 años, Aparicio llegó a ser presidente de las Juventudes del Movimiento al Socialismo (MAS), puesto jerárquico que ocupó hasta el año 2004.
El año 2005 se desempeñó ya como jefe de campaña del MAS en el departamento de Chuquisaca para las Elecciones presidenciales de Bolivia de 2005. Desde 2006 hasta 2008, fue asambleísta constituyente por el MAS, destinado en la comisión de autonomías, para la redacción de la nueva constitución política del Estado en Bolivia.

### Diputado de Bolivia (2010-2015)
En las Elecciones generales de Bolivia de 2009, Aparicio candidateo al cargo de diputado en representación a la circunscripción 3 (Departamento de Chuquisaca), en la cual salió ganador, posesionándose como diputado plurinominal de Bolivia el 22 de enero de 2010. Cabe destacar que, a sus 28 años edad, Aparicio se encontraba entre uno de los diputados más jóvenes de Bolivia durante la legislatura 2010-2015, junto a Adriana Gil (1982).

#### Soldados presos en Chile (2013)
En febrero de 2013, mientras se encontraba como presidente de la comisión Gobierno, Defensa y Fuerzas Armadas de la Asamblea Legislativa Plurinacional de Bolivia, se suscitó el problema internacional entre Bolivia y Chile, cuando tres soldados bolivianos, cayeron presos siendo detenidos por los carabineros de Chile. Cabe aclarar que los soldados bolivianos se encontraban persiguiendo a contrabandistas de automóviles, pero al carecer de GPS (Global Position Security) entraron armados con fusiles FAL a territorio chileno sin darse cuenta.
Carlos Aparicio conformó una comisión de la cámara de diputados y viajó a la localidad de Iquique, Chile con el objetivo de dar seguimiento al caso judicial y de paso visitar con vestuario y comida a los tres soldados presos en la cárcel chilena por más de un mes.
Cabe mencionar también que durante este conflicto diplomático, Aparicio fue uno de los pocos diputados bolivianos que salieron fuera de Bolivia para dar seguimiento a un juicio internacional, en donde se convirtió en centro de atención de los medios de comunicación nacionales e internacionales.
En 2014, Aparicio ocupó el puesto de Primer Secretario de la Cámara de Diputados de Bolivia. El 23 de enero de 2015, Carlos Aparicio dejó el cargo de diputado uninominal.

### Viceministro de seguridad ciudadana (2015-2017)

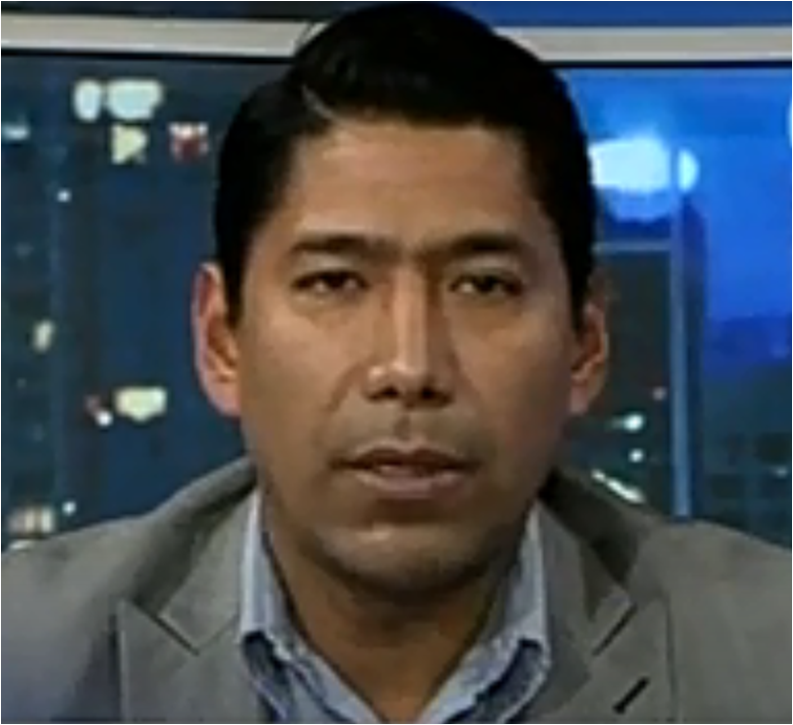
Carlos Aparicio Vedia en diciembre de 2016 como viceministro de Seguridad Ciudadana de Bolivia.

El 9 de septiembre de 2015, el ministro de gobierno de Bolivia Carlos Romero Bonifaz posesionó a Carlos Aparicio como el nuevo viceministro de seguridad ciudadana cargo que ocupó hasta el 4 de septiembre de 2017. Durante su gestión se redujo el índice delictual en Bolivia en 10 % según datos del Observatorio Nacional de Seguridad Ciudadana de Bolivia.

### Embajador de Bolivia en Italia (2018-presente)
El 5 de enero de 2018, el Presidente de Bolivia Evo Morales Ayma designó a Carlos Aparicio como el nuevo embajador de Bolivia en Italia. Fue posesionado en el cargo por el canciller Fernando Huanacuni.